# Артюшенко Маргарита Вікторівна
Маргарита Вікторівна Артюшенко (у шлюбі Кононенко; нар. 28 вересня 1989, м. Київ) — українська плавчиня в ластах, заслужений майстер спорту України, чемпіонка світу, шестикратна чемпіонка Європи, двадцятип'ятикратна чемпіонка України, чинна рекордсменка Європи та України з плавання в ластах.

## Біографія
Народилася у Києві 28 вересня 1989 року. Одружена, є син Матвій.

## Кар'єра
Підготував спортсменку заслужений тренер України Кононенко Денис Альбертович[джерело?]. Спортсменка світового і Європейського рівня з плавання в ластах. Найкращий спринтер України серед жінок в історії українського підводного спорту. Перші рекорди: володарка рекорду України в категорії В (дівчата до 17 років) на дистанції 100 метрів з аквалангом 38,78 с, який утримував лідерство 16 років[джерело?]. Чинна рекордсменка країни упродовж понад шістнадцяти років на дистанціях[джерело?]:
- 50 м в/л[уточнити переклад] — 17,32 с
- 50 м пірнання — 16,08 с
- 100 м акваланг — 36,64 с
- 100 м в/л — 39,40 с

Також брала участь у встановленні рекорду України в естафеті 4×100 метрів. Чемпіонка світу на 100 м в/л (рекорд Європи 39,60 с, 2011 р. Угорщина). Шестикратна чемпіонка Європи 2008, 2010, 2012 рр.. Триразова призерка Всесвітніх ігор 2013 р.. Сімнадцятиразова призерка чемпіонатів світу, Європи. П'ятикратна рекордсменка Європи 2007—2008, 2010—11 років.
Понад п'ятнадцять разів поліпшувала рекорди країни серед жінок. За версією федерації підводного спорту України визнана кращою спортсменкою року серед жінок[джерело?].
У 2008 році удостоєна почесного звання Заслужений майстер спорту України. У 2011 році закінчила з відзнакою Український державний університет фізичного виховання і спорту. Працює дитячим тренером з плавання в Київському Палаці підводного спорту товариства сприяння оборони України.
2013 році на IX Всесвітніх спортивних іграх в Калі (Колумбія) отримала «бронзу» (50 метрів, фридайвінг).